# 马吉斯特拉利内
马吉斯特拉利内（羅馬化：Magistralʹnyy）是俄罗斯伊尔库茨克州的工人村（市级镇），属卡扎钦斯科-连斯基区，位于勒拿河支流基廉加河沿岸附近地区，在区行政中心卡扎钦斯科耶西南、州府伊尔库茨克东北方。设有铁路车站基廉加站。
该地2021年人口有5,995人；2010年人口7,067；2002年人口7,627；1989年人口8,716。